# Мученики Конкордийские

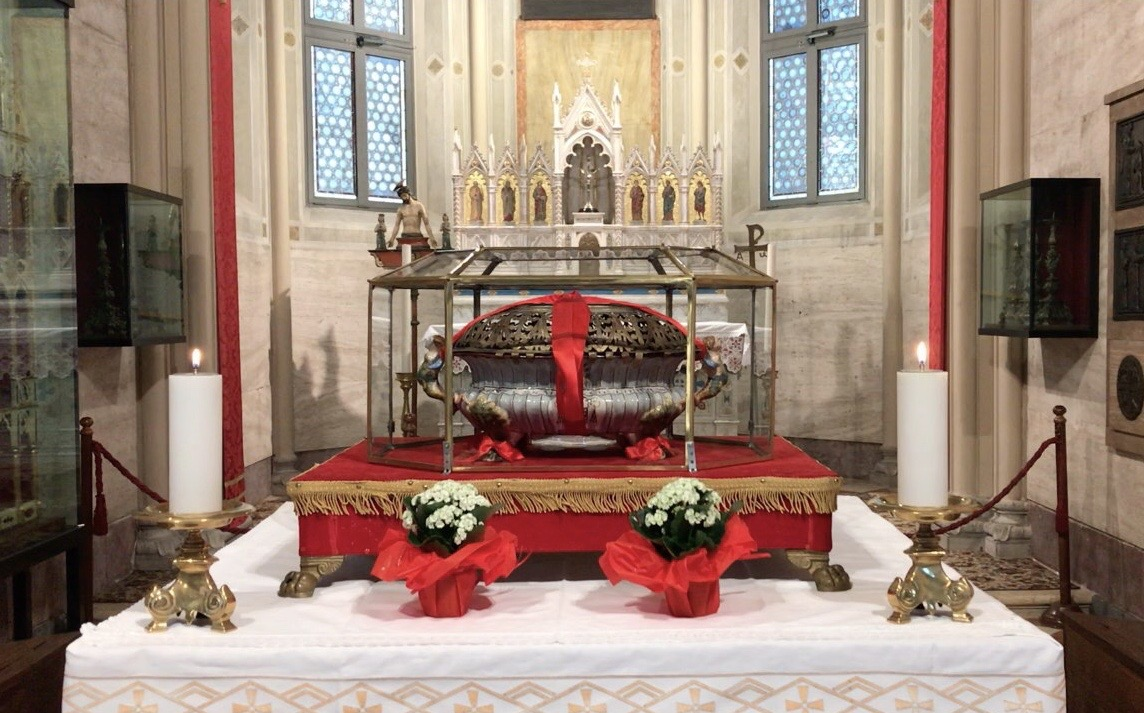
Урна с мощами мучеников: особы показ на Пасху 2020 года

Мученики Конкордийские (погибли 304 году) — святые мученики. День памяти — 17 февраля.

## Предание
Согласно поздней Passio Martyrum, во времена правления императора Диоклетиана из города Виченца прибыли в Юлию Конкордию Донат и Солон, два брата-христианина. По прибытии в город они начали распространять христианство, и многие их просили о крещении. В Конкордию прибыл губернатор по имени Евфемий, который намеревался восстановить языческую религию. Узнав, что в городе имеются христиане, он арестовал их: в то время как братья Донат и Солон катехизировали и крестили Неомедия и его дочь Луциллу, все присутствовавшие были арестованы и преданы суду. По преданию, их имена Донат, Солон, Секондиан, Ромул, Хрисант, Евтихий, Юстус, Кордий, Сильван, Неомедий, Луцилла, Поликраций, Гермогий и другие, всего семьдесят два человека. Их привели во дворец правителя Евфимия, где он их допросил, а затем приказал пытать и сечь. Поскольку они не собирались изменять вере, их вытащили за стены и обезглавили на берегах реки Лемен, в Груаро (Gruaro), в ту пору называвшемся Колония Конкордия (Colonia Concordia), неподалёку от Венеции, Италия. Согласно преданию, это произошло 17 февраля 304 года. Тела мучеников были собраны некоторыми местными жителями. Позже их останвки были помещены в урну, которая сейчас находится в соборе святого Стефана. На том месте, где они были убиты, стоит небольшой мешок.

## Почитание
Запись о мучениках Конкордии не фигурирует в римском мартирологе. Их поминают 17 февраля в епархиях Конкордия-Порденоне и [[Епархия Виченцы[|Виченца]], а также в архиепархии Гориции.
Часовня, в которой хранится урна с их мощами в соборе Конкордия Сагиттария, была провозглашена епархиальной святыней 17 февраля 2018 года епископом Конкордия-Порденоне Джузеппе Пеллегрини.
На территории муниципалитета Конкордия Сагиттария находится храм  XIX века, посвященный конкордским святым мученикам, построенный на традиционном месте их мученичества.
В соседнем городке Сан-Дона-ди-Пьяве (San Donà di Piave) имеется часовня, освящённая в честь святого Доната.

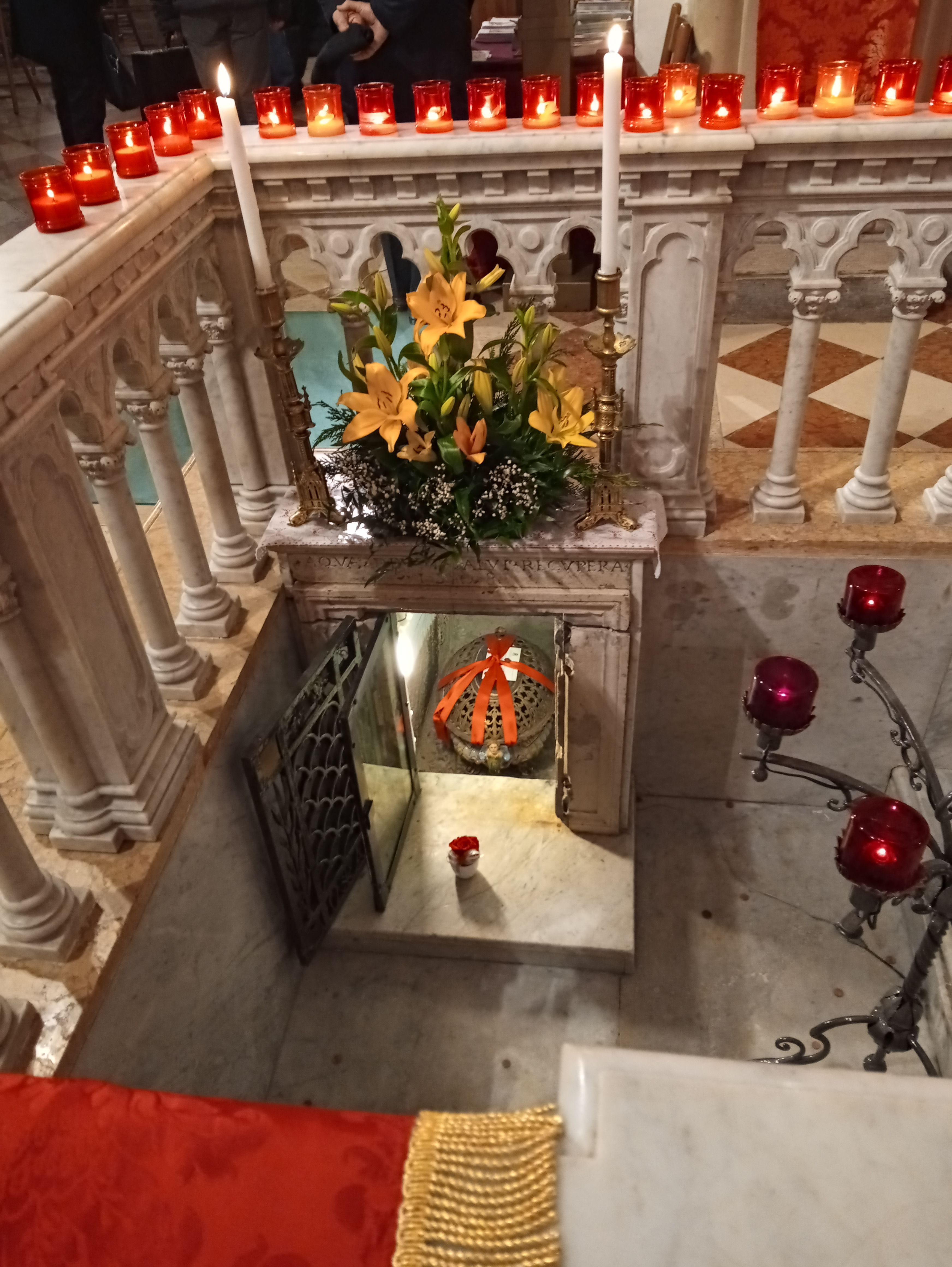
L'urna sigillata nel sacello della cattedrale